# ناتاشا كيلي
ناتاشا كيلي (بالإنجليزية: Natasha Kelley)‏ هي لاعبة جمباز فني أمريكية، ولدت في 1990 في باتون روج في الولايات المتحدة.

## وصلات خارجية
- ناتاشا كيلي على موقع الاتحاد الدولي للجمباز (licence) (الإنجليزية)
- ناتاشا كيلي على موقع الاتحاد الدولي للجمباز (biography) (الإنجليزية)
- ناتاشا كيلي على موقع الاتحاد الأمريكي للجمباز (الإنجليزية)